# Boris Tomić
Boris Tomić (* 12. September 1970) ist ein aus Kroatien stammender Handballspieler.
Tomić spielte bei RK Split (1997/1998, 1998/1999), HC Visoko (2001/2002, 2002/2003), dem Stralsunder HV, der HG 85 Köthen und RK Partizan Belgrad.
Mit dem RK Split und dem HC Visoko spielte er im EHF-Pokal.